# La Nueva República (periódico)
La Nueva República, que tenía como subtítulo Órgano del Nacionalismo Argentino, fue un periódico nacionalista que apareció en Argentina del 1º de diciembre de 1927 al 5 de marzo de 1929, y del 18 de junio de 1930 al 10 de noviembre de 1931. Tuvo como modelo a L'Action française (Acción Francesa), un periódico de combate de carácter polémico publicado en Francia. El director de la publicación fue Rodolfo Irazusta y el encargado de la sección política y jefe de redacción era Ernesto Palacio. Otros redactores habituales fueron César Pico, Alberto Ezcurra Medrano, Tomás Casares –más adelante integró la Corte Suprema de Justicia de la Nación–, Julio Irazusta –hermano de Rodolfo– y Juan Emiliano Carulla. 
La publicación –cuatro páginas con análisis de la política además de notas en las que propagaba principios doctrinales– fue primero quincenal, luego semanal y llegó a editarse a diario durante algún tiempo.

## Los colaboradores
Rodolfo Irazusta, que desde muy joven se había familiarizado con la política de comité, era un periodista nato que durante un viaje a Europa quedó seducido por las ideas de Charles Maurras, al igual que Julio Irazusta, incansable lector.
Ernesto Palacio era un admirable poeta, con formación literaria que en la década de 1920 se había convertido en un ferviente católico por influencia de César Pico.
Juan E. Carulla era un médico entrerriano que residía en Buenos Aires. Su inicial inclinación política por el anarquismo giró hacia la ideología sustentada por Acción Francesa cuando participó como profesional en el frente de Francia durante la Primera Guerra Mundial.

## La época
Si por una parte, al finalizar la Gran Guerra europea el régimen liberal aparecía como el sistema triunfante en Occidente, por la otra el gobierno bolchevique surgido en Rusia con la Revolución de Octubre de 1919 era visto como un peligro por sectores políticos de Occidente, lo que dio origen en Italia al fascismo, una ideología que mostraba la posibilidad de un “nuevo orden” que contuviera y encausara el caos revolucionario.

## La influencia de Maurras
En Francia, un país cuya cultura tenía gran significación entre los intelectuales argentinos, existía desde 1898 un movimiento político llamado Acción francesa o Action française en francés fundado a raíz del llamado caso Dreyfus por Henri Vaugeois, profesor de Filosofía, y Maurice Pujo, escritor y periodista con una influencia notable a lo largo de toda la Tercera República Francesa, con fuertes repercusiones en Italia, España y Europa Oriental. Nacida a partir de una posición antidreyfus, la agrupación se torna monarquista bajo la influencia de Charles Maurras y de su doctrina del nacionalismo integral a la par que mantiene su discurso antisemita. 
Esta nueva síntesis, en realidad una construcción ideológica bien elaborada, tuvo una enorme capacidad de seducción sobre las elites intelectuales francesas de la primera mitad del siglo XX.
La militancia de Action française no dudaba en recurrir a la violencia física, con la creación en noviembre de 1908 de los Camelots du Roi, grupo de jóvenes encargados de la venta del diario y también de los «golpes de mano» en las calles. Action française posee por entonces un alto prestigio entre los jóvenes estudiantes reaccionarios, y los Camelots du Roi se distinguen por sus numerosos enfrentamientos callejeros.
En su primer número el periódico fijó su posición ante la situación política. Denunció que en la sociedad argentina había una profunda crisis de orden espiritual originada por las ideologías nacidas a partir de la Revolución Francesa que se habían difundido en las décadas anteriores, sobre todo en las clases dirigentes y en la universidad, que habían producido el desconocimiento de las jerarquías. Atacaba en especial la forma en que se impartía la enseñanza como consecuencia de la ley 1420 y de la Reforma Universitaria y criticaba a los partidos avanzados y a la propaganda de la prensa populachera que había contribuido la difusión de la democracia, y al “obrerismo bolchevizante”, producto de la influencia de la Revolución Rusa. El diario alentaba a organizar la “contrarrevolución”, había que recuperar el Orden y los modelos preferidos eran la España del general Primo de Rivera y la Italia de Benito Mussolini.